# Anda ya
Anda ya es un programa de radio emitido desde septiembre de 1995 en Los 40. Actualmente es presentado por Dani Moreno y Cristina Boscá.

## Etapas del programa

### Etapa de Tony Aguilar (1995-1998)
Anda ya se estrenó en septiembre de 1995 con Tony Aguilar y Rosa Rosado al frente. De este primer Anda ya son particularmente recordadas las colaboraciones de Jacinto Púas entre 1996 y 1997, quien contaba a los oyentes sus historias del servicio militar.

### Etapa de Juanma Ortega (1998-2006)
El 12 de enero de 1998 Juanma Ortega se incorporó al programa en sustitución de Aguilar, coincidiendo además con la emisión de la primera broma telefónica de la historia del programa, bromas que se convertirían en un elemento habitual de Anda ya en los años siguientes.

### Etapa de Frank Blanco (2006-2012)
En enero de 2006, Ortega anunció en antena su marcha de Anda ya y presentó a Frank Blanco como su sustituto. En este período llegaron al programa las bromas de "micro oculto", primero con Chema Trueba y después con Miguel Martín. Desde 2010 a 2012 se incorpora al programa el tertuliano Carlos Navarro El Yoyas, con las secciones El Chicoanalista y El Matadero, en las que se analizaba en clave de humor los distintos programas de la parrilla televisiva.

### Etapa de Xavi Rodríguez (2012-2014)
Finalizada la temporada 2011-2012 se produjeron muchos cambios de presentadores entre las emisoras de Prisa Radio (el mismo Frank Blanco se marchó a Cadena Dial junto a María Lama)  que supusieron que prácticamente todo el equipo de Anda ya hasta ese momento (con las excepciones de Miguel Martín, Cristian San Bernardino y Raúl Pérez) abandonase el programa. Para cubrir el hueco se optó por reubicar en Anda ya al equipo del programa nocturno La última y nos vamos, que sería sustituido en la parrilla de Los 40 por Yu: No te pierdas nada. Así llegaron al programa Xavi Rodríguez, Aina Cerdà, Cristóbal Chassaigne o Raúl Pretel (más conocido por el sobrenombre de "Coco"). El único cambio reseñable en esta alineación para la temporada 2013-2014 fue el regreso de María Lama en sustitución de Cerdà como copresentadora. En junio de 2014 el equipo de ese momento (junto a Edurne e Iñaki Urrutia) saltó a la televisión con el programa Todo va bien, emitido en Cuatro, que compaginaron con Anda ya hasta el final de la temporada en julio.

### Etapa de Dani Moreno (2014-actualidad)
En julio de 2014, Prisa anunció su intención de renovar completamente Anda ya, prescindiendo de todo el equipo anterior (excepto de Cristina Pedroche, que de nuevo haría una sección semanal en el programa, y Cristian San Bernardino) y confirmando, el día 21 de ese mes, el fichaje como nuevo presentador de Dani Moreno, poniendo así fin a El Gallo Máximo, el programa matinal que éste había conducido desde 2002 en Máxima FM. Una semana más tarde se confirmaba el fichaje de Gema Hurtado como copresentadora femenina. En los días siguientes se fueron anunciando también los fichajes de Alma Obregón, Juan Luis Mejías, Ernesto Sevilla y Ana Morgade, además de la continuidad de Pedroche. El 2 de septiembre, en el segundo programa de la temporada, se confirmó el regreso a Anda ya de Pedro Aznar, y más adelante la llegada de Manu Sánchez. Desde enero de 2015 el programa se ha alargado una hora, terminando a las 11 en lugar de a las 10. 
Durante el verano de 2016 se estrenó una versión televisiva del programa titulada Anda ya for Ten. En septiembre de 2016, la copresentadora Gema Hurtado se marchó del programa para presentar Lo + 40 junto a Xavi Martínez, siendo reemplazada en Anda ya por Cristina Boscá.

### Etapa de Cristina Boscá (2018-actualidad)
Durante la temporada 2018-2020 el programa sufrió algunos cambios, Cristina Boscá fue nombrada directora única del programa, el programa se vio afectado por la pandemia de COVID-19 en nuestro país, el equipo se dividió en dos, El Gallo hacía el programa desde el estudio y Cristina Boscá desde su casa. El programa fue declarado por sus andayeros como bien esencial, ya que nos sacó a muchos una sonrisa en esos momentos tan duros.
Actualmente el programa cuenta con la broma de San Benardino, concursos como La Minutaza o secciones como Me bajo de la vida, Andayeros por el mundo, El Superdato, entre otros…
Además de poner los éxitos de Los 40, el programa también cuenta con colaboradores como Mario Vaquerizo, Nacho Gómez Hermosura, o María Gómez, entre otros…

## Premios
Anda ya recibió en 2004 el Premio Ondas a la innovación radiofónica por su "tratamiento dinámico y novedoso de la actualidad y de la música".
Por otro lado, Anda ya recibió el premio ondas nacional de radio el 28 de octubre de 2020. Justo el año en que se celebró el 25 aniversario del programa, liderado por Dani Moreno y Cristina Boscá.